# Sant Guim de Freixenet
Sant Guim de Freixenet est une municipalité de la province espagnole de Lérida, dans le nord du comté catalan de Segarra.

## Personnalités liées à la commune
- Mercè Canela, née en 1956 dans la commune, écrivaine[1].